# Jan Hora
Jan Hora (* 7. Dezember 1936 in Prag) ist ein tschechischer Organist und Musikprofessor.

## Leben und Wirken
Jan Hora studierte das Orgelspiel am Prager Konservatorium bei Jan Bedřich Krajs, an der Akademie der musischen Künste in Prag bei Jiří Reinberger und an der Hochschule für Musik Franz Liszt Weimar bei Johannes Ernst Köhler.
Später unterrichtete er selbst als Professor am Prager Konservatorium und war Vorsitzender der Orgelabteilung der Prager Akademie der Künste.
Er unternahm etliche Konzerttourneen in vielen Ländern Europas, spielte Schallplatten ein, darunter eine Gesamtaufnahme der Orgelwerke von vier tschechischen Komponisten, und machte sich als Herausgeber von weniger bekannten Werken einen Namen.

## Preise
- 1958: Bachwettbewerb Gent
- 1964: Internationaler Johann-Sebastian-Bach-Wettbewerb, 3. Preis (Orgel)[1]